# Ильинка (Павлодарская область)
Ильинка (каз. Ильинка) — упразднённое село в Щербактинском районе Павлодарской области Казахстана. Входило в состав Галкинского сельского округа. Ликвидировано в ? г.

## История
Село Ильинка основано в 1910 годы русскими крестьянами в урочище Павлошункыр Крестьянской волости.